# Матвєєв Андрій Федорович
Андрій Федорович Матвєєв (25 серпня 1892, село Озера, Вінницька волость, Лодєйнопольський повіт, Олонецька губернія — 30 березня 1985, Дніпропетровськ
, Україна) — вепський педагог, громадсько-політичний діяч фіно-угорської Півночі, член партії есерів, депутат Установчих зборів від Олонецької губернії.

## Біографія
Народився у вепській  родині. Батько працював на лісових промислах. Закінчив двокласне училище у вепському містечку Вінниці, 1911 року — Петрозаводську чоловічу вчительську семінарію, здобувши звання вчителя народних училищ. Працював учителем у селі Угмойла, Сямозерській волості Петрозаводського повіту.
У 1915 році Матвєєв мобілізований до армії, ставши солдатом гвардійського Ізмайловського полку. Через свою короткозорість служив санітаром (закінчив фельдшерську школу при полковому лазареті). Весною 1917 року демобілізувався. Затримавшись, по дорозі додому, в Петрограді, вступив до Партії соціалістів-революціонерів (ПСР), що відповідало тодішнім устремлінням селянського середовища, з яким Матвєєв був кровно пов'язаний. Брав участь у кооператорському русі. Було обрано представником на Лодейнопольський з'їзд селянських депутатів.
У серпні 1917 року у Петрозаводську відбувся Олонецький губернський з'їзд партії есерів. З'їзд обрав губком есерівської організації, до складу якого — поряд з А. А. Садіковим та К. М. Капусткіним — увійшов А. Ф. Матвєєв. Військову організацію олонецьких есерів очолив І. П. Морозов. У своїх рішеннях з'їзд націлив організацію на пожвавлення роботи у повітах, звернув увагу на підготовку до виборів до Установчих зборів, пов'язуючи з ним вирішення земельного питання та загалом здійснення програми есерівської партії. Матвєєв був обраний представником від Олонецької губернії до виконкому Всеросійської ради селянських депутатів. Був главою надзвичайних губернських земських зборів.
У серпні 1917 року Матвєєв був обраний до Установчих зборів від есерів Олонецької губернії, за нього було віддано 127 120 голосів, а за меншовика Шишкіна — 126 827 .
Після розгону Установчих зборів повністю відійшов від політичної діяльності.
У 1918—1919 pp. навчався на Вищих інструкторських курсах Центросоюзу. Потім працював інструктором-лектором у Лодєйному Полі, Москві, Ленінграді. У 1919 р. одружився з М. А. Трескіною. У 1922 заарештований у Петрограді як колишній член ПСР, але незабаром звільнений.
Із 1925 року жив із сім'єю у Царицині (Сталінграді). До 1930 — зав. відділом у Спілці сільгоспкооперації. До 1935 року викладав у Навчальному комбінаті Сталінградської облспоживспілки. Заочно закінчив Московський вищий педагогічний інститут (1935). У 1935—1938 pp. викладав у навчальних закладах Наркомторгу СРСР у Сталінграді.
Заарештовано 21.08.1938 р. Засуджено Сталінградським облсудом 11.04.1939 за ст. 58-10 до 8 років ВТТ та позбавлення у правах на 3 роки. Відбув термін повністю. З вересня 1939 до липня 1940 перебував у Бамлазі (залізнична ст. Магдагачі, Східний Сибір), на загальних роботах (лісозаготівлі). Потім — у Печорлазі (залізнична ст. Хановей, Ворткутинський район); працював плановиком-економістом на будівництві Печорської залізниці, потім на мерзлотній станції. Звільнений у серпні 1946 р., після закінчення терміну. Однак одразу не виїхав, залишався тут же «вільнонайманим». Жив із сім'єю на ст. Хановей до 1961 року працював завідувачем мерзлотної станції.
Потім переїхав до Орловської області, викладав. Після виходу на пенсію 1961 емігрував із дружиною до України, до міста Дніпропетровська, де й помер 30 березня 1985. Посмертно реабілітовано 1990-го року, за заявою дочки І. Дубровіної, громадянки України.

## Джерело
- Андрій Федорович Матвєєв // Енциклопедія Хроно